# 83 Brygada Desantowo-Szturmowa
83 Samodzielna Brygada Desantowo-Szturmowa, ros. 83-я отдельная гвардейская десантно-штурмовая бригада – powietrznodesantowy związek taktyczny Sił Zbrojnych Federacji Rosyjskiej.
Brygada została sformowana na bazie 126 batalionu rozpoznawczego 6 Gwardyjskiej Witebsko-Nowogrodzkiej Dywizji Zmechanizowanej 22 grudnia 1986 i weszła w skład Północnej Grupy Wojsk. W tym czasie sztab brygady stacjonował w Białogardzie. W latach 1989–1990 została przebazowana na teren Dalekowschodniego Okręgu Wojskowego do Ussuryjska. Latem 1990 jednostka została przeformowana w 83 Samodzielną Brygadę Powietrznodesantową i włączona w skład Wojsk Powietrznodesantowych.